# S Crateris
S Crateris är en halvregelbunden variabel av SRB-typ i stjärnbilden Bägaren. 
Stjärnan varierar mellan fotografisk magnitud +10,7 och 12,3 med en period av 155 dygn.